# 老人休養ホーム
老人休養ホーム（ろうじんきゅうようホーム）は景勝地、温泉地等の休養地において、老人に対し低廉で健全な保健休養のための場を与え、もって老人の心身の健康の増進を図ることを目的とした施設である。

## 概要
- 老人休養ホームは日本国内の景勝地や温泉地等において高齢者に対し利用しやすい料金で健全な保健休養の場を提供し、高齢者の心身の健康の増進を図るため1965年に厚生省社会局長が各都道府県知事に通知した「老人休養ホーム設置運営要綱」[1]に沿って地方公共団体が設置した高齢者のための休憩・宿泊施設である。
- 利用者はおおむね60歳以上の者及びその付添人とし、宿泊利用定員は原則として80人程度とされているが、利用定員に余裕がある場合はその他の者の利用を防げないこととなっている。
- 高齢者のための休憩・宿泊施設ではあるが、老人福祉法で規定する老人福祉施設には該当しない。
- 1991年3月末の時点では全国に74ヶ所[2]存在していたが、2008年10月の時点では33ヶ所[3]まで減少している。

## 日本国内の老人休養ホーム
国内に存在する老人休養ホームの一例を示す。
- 世田谷区立老人休養ホームふじみ荘(世田谷区設置、世田谷区社会福祉協議会委託運営)
- 高崎市等広域市町村圏振興整備組合老人休養ホームゆうすげ（高崎市等広域市町村圏振興整備組合設置）